# Pięknosuseł
Pięknosuseł (Callospermophilus) – rodzaj ssaków z podrodziny afrowiórek (Xerinae) w obrębie rodziny wiewiórkowatych (Sciuridae).

## Rozmieszczenie geograficzne
Rodzaj obejmuje gatunki występujące w Stanach Zjednoczonych i w Kanadzie.

## Morfologia
Długość ciała (bez ogona) samic 168–312 mm, samców 169–315 mm, długość ogona samic 65–116 mm, samców 64–118 mm; masa ciała 151–350 g.

## Systematyka
Rodzaj zdefiniował w 1897 roku amerykański zoolog Clinton Hart Merriam w artykule zatytułowanym Notatki na temat wiewiórek z rodzaju „Eutamias” występujących na zachód od wschodniej podstawy systemu Cascade-Sierra, z opisami nowych form, opublikowanym w czasopiśmie „Proceedings of the Biological Society of Washington”. Gatunkiem typowym jest (oryginalne oznaczenie) pięknosuseł złocisty (C. lateralis).

### Etymologia
Callospermophilus: gr. καλλος kallos ‘piękno’, od καλος kalos ‘piękny’; rodzaj Spermophilus F. Cuvier, 1825 (suseł).

### Podział systematyczny
Na podstawie badań filogenetycznych przeprowadzonych w 2009 roku z rodzaju Spermophilus wydzielono nowy rodzaj Callospermophilus i zgrupowano w nim trzy gatunki:
| Grafika | Gatunek                     | Autor i rok opisu    | Nazwa zwyczajowa      | Podgatunki         | Rozmieszczenie geograficzne | Podstawowe wymiary                            | Status IUCN |
| ------- | --------------------------- | -------------------- | --------------------- | ------------------ | --- | --------------------------------------------- | ----------- |
|         | Callospermophilus saturatus | (Rhoads, 1895)       | pięknosuseł kaskadowy | gatunek monotypowy | Góry Kaskadowe w południowo-zachodniej Kolumbii Brytyjskiej (Kanada) i zachodnim Waszyngtonie (Stany Zjednoczone)                                                                             | DC: 28–31 cm DO: 9,2–11,8 cm MC: 200–350 g    | LC          |
|         | Callospermophilus lateralis | (Say, 1823)          | pięknosuseł złocisty  | 13 podgatunków     | od Kanady (wschodnia Kolumbia Brytyjska i zachodnia Alberta) na południe przez zachodnie Stany Zjednoczone (do Kalifornii, Arizony i Nowego Meksyku); zakres wysokości: powyżej 1220 m n.p.m. | DC: około 18 cm DO: 8,3–8,7 cm MC: 160–178 g  | LC          |
|         | Callospermophilus madrensis | (C.H. Merriam, 1901) | pięknosuseł górski    | gatunek monotypowy | endemit Meksyku: południowa Sierra Madre Zachodnia (skrajnie zachodnia Sonora, południowo-zachodnia Chihuahua i północno-zachodnie Durango); zakres wysokości: 3000–3750 m n.p.m.             | DC: 16,8–16,9 cm DO: 6,4–6,5 cm MC: 151–152 g | NT          |

Kategorie IUCN:  LC  – gatunek najmniejszej troski,  NT  – gatunek bliski zagrożenia. 